# 走れトマト にっぽん横断300キロ
走れトマト にっぽん横断300キロ（はしれトマト にっぽんおうだんさんびゃっキロ）は1978年に放映された日活児童映画六作目作品。

## 概要
荒川区の小学生の4人が春休みを利用し、東京から直江津までの300キロを自転車旅行する話。4人の自立と連帯の精神を描く。

## 出演者
- 岩村考太 - 稲垣英和
- 高田淳一 - 金城純一
- 金子登 - 加藤淳也
- 金子弓子 - 串田恵美
- 鳥塚(トリさん) - 岡本真
- 中島みどり - 竹井みどり
- 牧場の和子さん - 泉じゅん
- 榎本清 - 丹古母鬼馬二
- 善介 - 高橋明
- 怪しい男 - 大原武樹
- 絹子 - 岩本多代
- キク - 菅原ちね子
- 文枝 - 小林トシ江
- 星野刑事 - 小池朝雄
- 高崎の和尚さん - 殿山泰司
- 岩村考太 - 荒井注

## スタッフ
- 監督：岡本考二
- 脚本：加藤盟
- 製作：結城良煕、西口武郎